# Халецкий, Илларион Исаевич
Илларион Исаевич Халецкий (1894—1974) — советский учёный, ректор Новочеркасского политехнического института в 1934—1935 годах.

## Биография
Родился 2 апреля 1894 года в Петербурге в мещанской семье, отец был рабочим Путиловского завода. В конце 1905 года вместе с родителями вернулся на родину отца — в Свирское поселение Виленской губернии. 
С лета 1909 по май 1917 года Илларион работал вольнонаёмным рабочим в сельских учреждениях и земских органах власти. С мая 1917 года — в уездных организациях, затем — в Областном исполнительном комитете рабочих, солдатских и крестьянских депутатов Западной области. В годы Первой мировой войны вместе с управлением был эвакуирован в Тамбов, где вступил в партию большевиков. Участник Гражданской войны, был сторонником Советской власти в Белоруссии, Тамбовской губернии, Сибири. В конце 1920 года Халецкий стал студентом медицинского факультета Томского университета, затем решил перевестись в Военно-медицинскую академию в Петрограде, но, получив отказ, расстался с медициной, и в октябре 1925 года стал студентом Ленинградского института народного хозяйства имени Энгельса (ныне — Санкт-Петербургский государственный инженерно-экономический университет). Обучаясь в вузе, участвовал в партийной работе. Переведясь на вечернее отделение института, с конца 1928 года был назначен заведующим профтехобразованием Ленинградского областного совета народного хозяйства.
В 1928—1931 годах Халецкий возглавлял Институт повышения квалификации инженерно-технических работников, Институт заочного обучения и Ленинградский геолого-разведывательный институт, где добился слияния этого вуза с институтом неметаллических ископаемых в один — Ленинградский горный институт (ныне — Санкт-Петербургский горный университет). В июне 1932 года он был назначен директором Восточно-Сибирской промышленной академии в Иркутске, которая летом 1934 года академия по приказу наркома тяжёлой промышленности Серго Орджоникидзе, была объединена с Урало-Казахстанской промакадемией.
В октябре 1934 года, после Постановления ЦК ВКП(б) по Новочеркасскому индустриальному институту, И. И. Халецкий был командирован в Новочеркасск, где сначала он был заместителем директора, а с 17 августа 1935 года — директором Новочеркасского индустриального института, где реорганизовал работу партийной и профсоюзной организации, много внимания уделял физкультуре и спорту в общественной жизни вуза. Однако приказом Наркомтяжпрома № 1794 от 4 ноября 1936 года Халецкий был освобожден от должности директора Новочеркасского индустриального института и назначен управляющим конторой «Учпедснаб» Главного управления учебными заведениями. Во время массовых репрессий подвергался преследованию со стороны следственных органов, но его дело было прекращено.
Был участником Великой Отечественной войны с июля 1941 года, пройдя путь от рядового до капитана на Ленинградском и Волховском фронтах. Имел контузию, прошел подготовку на курсах при Военной академии имени Молотова в Ташкенте. Заканчивал войну военпред на 4-м Украинском фронте. После войны участвовал в сборе научного материала по экологии водоплавающих птиц, а также биологического и зоологического материала для Московского государственного университета и треста «Медучпособие» Минздрава СССР.
С сентября 1949 года Илларион Исаевич Халецкий находился на пенсии, продолжая общественную работу по месту жительства.
Был награждён орденом Трудового Красного Знамени (1967) и медалями, среди которых «За победу над Германией» (1945). Также был награждён грамотой, серебряным жетоном (1931) и охотничьим ружье за ударную работу (1933); получил благодарность С. Орджоникидзе за отличную организацию физкультуры в Новочеркасском вузе (1935).
Умер 30 мая 1974 года в Москве. Похоронен в колумбарии Новодевичьего кладбища.
Был женат на Филипповой Елизавете Федоровне, у них были сын (погиб в Великую Отечественную войну) и дочь Нинель, ставшая врачом.